# Luci Pinari Natta (pontífex)
Luci Pinari Natta (llatí: Lucius Pinarius Natta) va ser un sacerdot romà. Era germà d'una primera dona del tribú Publi Clodi Pulcre (la dona coneguda de Clodi es deia Fúlvia, però segurament estigué abans casat amb Pinària).
Per influència del seu cunyat va obtenir un lloc al col·legi de Pontífexs. Per la seva connexió amb Clodi va ser enemic de Ciceró, que el menciona en un parell d'ocasions en els seus escrits. La mare de Natta estava casada, en segones noces, amb Luci Murena cònsol el 62 aC i, per tant, Natta era el seu fillastre.